# 元和 (东汉)
元和（元年：84年八月 - 末年：87年七月）是东汉章帝刘炟的第二个年号。共计4年。
建初九年八月二十癸酉（84年10月8日），改元元和。
元和二年二月改历为四分历。
元和四年七月廿七壬戌（87年9月12日），改元章和。

## 纪年
| 元和 | 元年 | 二年 | 三年 | 四年 |
| ---- | ---- | ---- | ---- | ---- |
| 公元 | 84年 | 85年 | 86年 | 87年 |
| 干支 | 甲申 | 乙酉 | 丙戌 | 丁亥 |

## 参看
- 中國年號索引
- 其他使用元和年號的政權